# Burning Bright
Burning Bright es una película de 2010 de terror dirigida por Carlos Brooks y protagonizada por Briana Evigan, Garret Dillahunt, Meat Loaf y Charlie Tahan. La película es distribuida por Lionsgate.

## Trama
Un hombre viudo tiene el plan de deshacerse de sus dos hijastros: una bella joven estudiante y su hermano menor, autista. La llegada de un peligroso huracán será el marco perfecto para encerrar en su casa a sus hijastros, sellando fuertemente puertas y ventanas para "protegerlos" de la ventisca, pero también se asegurará de poner dentro, sin que los jóvenes lo sepan hasta cuando ya sea demasiando tarde, a un hambriento tigre de Bengala que acaba de comprar en el mercado negro de animales. La cena está servida, pero ellos tienen un inmenso instinto de preservación, lo que no le hará las cosas fáciles al tigre. 

## Elenco
- Briana Evigan
- Garret Dillahunt
- Meat Loaf
- Charlie Tahan